# أولاد علي منصور
أولاد علي منصور هي قرية مغربية شمال المملكة. تنتمي أولاد علي منصور لعمالة تطوان الساحلي. تضم هذه القرية 5.612 نسمة (إحصاء 2004).